# Толочко Віктор Анатолійович
Ві́ктор Анато́лійович Толо́чко — полковник Національної гвардії України, комбат 1-го батальйону оперативного призначення НГУ ім. Кульчицького.
Учасник Революції Гідності. Мешкає у Києві. Одружений.

## Нагороди
- Орден «За мужність» III ступеня (13 березня 2015) — за особисту мужність і відвагу, виявлені у захисті державного суверенітету та територіальної цілісності України, вірність військовій присязі[1]
- Орден Богдана Хмельницького III ступеня (17 листопада 2017) — за громадянську мужність, самовіддане відстоювання конституційних засад демократії, прав і свобод людини, виявлені під час Революції Гідності, особисті заслуги у захисті державного суверенітету та територіальної цілісності України[2]
- Орден Богдана Хмельницького II ступеня (27 грудня 2022) — за особисту мужність і самовідданість, виявлені у захисті державного суверенітету та територіальної цілісності України, вірність військовій присязі, сумлінне та бездоганне служіння Українському народові[3]

### Інтерв'ю
- Що відбувається в Дебальцеве: розповідь учасника бойових дій. Архів оригіналу за 14 березень 2018. Процитовано 2 грудень 2018.

| Емблема Збройних сил України | Це незавершена стаття про військового чи військову Збройних сил України. Ви можете допомогти проєкту, виправивши або дописавши її. |